# Alfabet fonètic internacional
Per a l'ús de l'AFI en la Viquipèdia, consulteu Ajuda:AFI o Ajuda:AFI per al català
L'alfabet fonètic internacional és un alfabet fonètic usat per lingüistes per a representar acuradament i de forma unívoca cada un de la completa varietat de sons (fonemes o realitzacions d'aquests) que l'aparell vocal humà pot produir. Està format per una notació normalitzada per a la representació fonètica de les llengües. La majoria dels seus símbols són els de l'alfabet llatí, en minúscula i majúscula, o en deriven, per addició d'elements, rotació o inversió. Alguns altres són de l'alfabet grec, harmonitzats amb l'alfabet llatí i, finalment, alguns no semblen estar relacionats amb cap alfabet.
Va ser desenvolupat per foneticistes britànics i francesos, dirigits pel lingüista francès Paul Passy, sota els auspicis de l'Associació Fonètica Internacional, creada a París el 1886 (ambdós, l'organització i l'escrit fonètic, són coneguts en català com a AFI). L'alfabet ha tingut nombroses revisions en la seva història, incloent-hi algunes majors codificades per la Convenció de la IPA (anglès: International Phonetic Alphabet) a Kiel (1989); la revisió més recent n'és la de 1993, posada al dia el 1996.

## Descripció
Els valors de cada signe idèntic al de l'alfabet llatí en la majoria de casos corresponen a l'ús anglès. El principi general és usar un sol símbol per a un segment parlat, evitant combinacions de lletres (com el dígraf ny en l'ortografia catalana).
Els símbols corresponents a lletres llatines modificades sovint corresponen a un fonema similar. Per exemple, totes les consonants retroflexes tenen el mateix signe que l'equivalent a les consonants alveolars, excepte un ganxet a la dreta a la part de baix.
Els diacrítics poden ser combinats amb els signes AFI per transcriure fonemes lleugerament modificats o articulacions secundàries. També hi ha signes especials per als suprasegmentals, com l'accent o el to.
Quan els caràcters de l'AFI són enmig d'un altre text, estan separats de la resta amb claudàtors ([ i ]) o amb dues barres inclinades (/ i /). Els lingüistes usen claudàtors quan donen un transcripció fonètica ajustada, mentre que les barres inclinades denoten una transcripció fonològica.
L'AFI permet que els símbols s'adaptin a circumstàncies específiques per simplificar la notació quan es consideri convenient, si s'expliquen els valors que els donen unes regles que acompanyen el text. Per exemple, atès que [t] representa en anglès l'oclusiva alveolar sorda, aleshores el diacrític que indica articulació endarrerida hi representa un so postalveolar o palatoalveolar. Per contra, atès que [t] en català representa l'oclusiva dental sorda, una articulació més avançada que l'anglesa, aleshores el diacrític per a indicar endarreriment hi representarà una variant alveolar.
Vegeu en els desplegables de la barra de navegació de baix molts dels símbols.